# Sobíšky
Sobíšky település Csehországban, Přerovi járásban. Sobíšky Zábeštní Lhota, Přerov, Lazníky, Tršice és Buk településekkel határos. Lakosainak száma 147 fő (2024. január 1.).

## Népesség
A település lakosságának változását az alábbi diagram mutatja:
| Lakosok száma | 149  | 198  | 184  | 220  | 169  | 152  | 147  | 147  | 155  | 147  |
|               | 1869 | 1900 | 1921 | 1961 | 1980 | 2011 | 2016 | 2019 | 2021 | 2024 |